# Eichberg (Naturschutzgebiet)

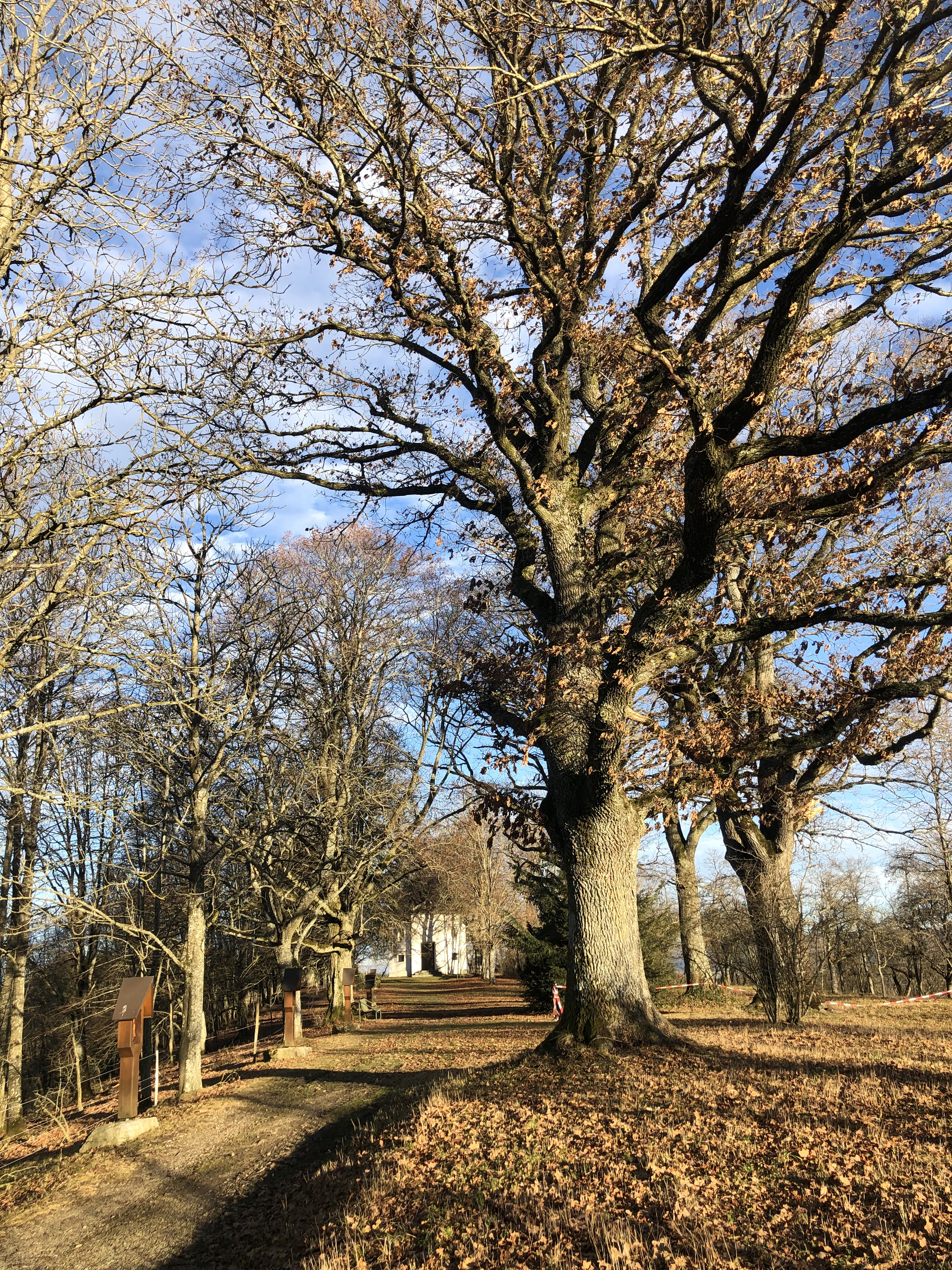
Alte Eichen am Kreuzweg zur Josefskapelle

Eichberg ist ein mit Verordnung des Regierungspräsidiums Tübingen vom 3. Februar 1995 ausgewiesenes Naturschutzgebiet mit der Nummer 4.255 bei Erlaheim, einem Ortsteil von Geislingen im Zollernalbkreis in Baden-Württemberg.

## Lage
Das Naturschutzgebiet befindet sich im Naturraum Südwestliches Albvorland und liegt am südlichen Ortsrand von Erlaheim. Das Gebiet ist Teil des FFH-Gebiets Nr. 7718-341 Kleiner Heuberg und Albvorland bei Balingen.

## Schutzzweck
Laut Verordnung ist der wesentliche Schutzzweck die Erhaltung, Pflege und Verbesserung eines vielfältig strukturierten Landschaftsteiles mit der daran gebundenen extensiven land- und forstwirtschaftlichen Nutzung als Lebensraum für gefährdete und geschützte Pflanzen- und Tierarten sowie als kulturhistorisches Relikt.
Von besonderer ökologischer Bedeutung sind hierbei:
- die trespenreichen Halbtrockenrasen,
- die artenreichen Glatthaferwiesen trockener und feuchter Ausprägung,
- die Feuchtflächen,
- die Streuobstbestände,
- die Einzelbäume und Baumgruppen,
- die Heckenbestände,
- die Saumgesellschaften,
- der artenreiche Waldbestand.

Die reich strukturierte Landschaft mit ihren unterschiedlichen Pflanzenformationen bietet Lebensraum für zahlreiche Insektenarten (z. B. Tag- und Nachtfalter, Heuschrecken) sowie für viele gefährdete Vogelarten (z. B. Neuntöter, Raubwürger, Wendehals).

## Flora und Fauna
Am Eichberg wurden bislang 279 Pflanzen- und 106 Tierarten registriert. Auf den Magerrasen wachsen Orchideenarten wie Großes Zweiblatt, Waldhyazinthe, Bienen-Ragwurz und Mücken-Händelwurz. Im Sommer fliegen bis zu 33 Tagfalterarten im Gebiet, darunter der gefährdete Kleine Esparsetten-Bläuling.
Auf dem Eichberg befindet sich das Naturdenkmal 4 Eichen bei der Josefskapelle.